# ヴォロチャーエフカ・ジョムギ鉄道
ヴォロチャーエフカ・ジョムギ鉄道（ヴォロチャーエフカ・ジョムギてつどう）は、ロシア連邦ユダヤ自治州スミドヴィチスキー地区のデジニョフカ駅とハバロフスク地方コムソモリスク・ナ・アムーレのジョムギ駅を結ぶ全長363kmの鉄道路線である。

## 概要
極東連邦管区の中心都市であり、シベリア鉄道沿線に位置するハバロフスクと、バイカル・アムール鉄道沿線に位置するコムソモリスク・ナ・アムーレを結ぶ連絡線として機能している。1935年1月に着工され、1940年に全線開通した。列車はハバロフスク駅 - コムソモリスク・ナ・アムーレ駅間を結ぶ「青年号」のほか、ウラジオストク - ソヴィエツカヤ・ガヴァニ間を結ぶ列車が運行されている。